# Джиммі Кабо
Джиммі Кабо (фр. Jimmy Cabot, нар. 18 квітня 1994, Шамбері, Франція) — французький футболіст, вінгер клубу «Ланс».

## Ігрова кар'єра
Джиммі Кабо є вихованцем футбольної академії клубу «Труа». Починаючи з сезону 2012/13 футболіста почали залучати до першої команди. Першу гру на професійному рівні Кабо провів у січні 2013 року.
У січні 2016 року футболіст приєднався до клубу Ліги 1 «Лор'ян», у якому провів п'ять сезонів, зігравши понад сто матчів. За результатами сезону 2016/17 «Лор'ян» вилетів до Ліги 2 але сам Кабо продовжив грати в команді.
У вересні 2020 року Кабо перейшов до «Анже», з яким підписав трирічний контракт. В червні 2022 року футболіст став гравцем «Ланса». Але у жовтні під час матчу проти «Монпельє» Кабо отримав важку травму коліна, через яку  вибув з гри до кінця сезону.